# Francavilla Marittima
Francavilla Marittima es un municipio situado en el territorio de la provincia de Cosenza, en Calabria (Italia). El actual municipio ocupa el antiguo territorio denominado Condado de Francavilla, concedido por el rey Carlos II de España, como monarca del reino de Nápoles,en el año 1672 al teniente general del Regimiento de Infantería de Milán don Blas Giannini, quien había adquirido este feudo al marqués de Almendralejo.

## Demografía
| Gráfica de evolución demográfica de Francavilla Marittima entre 1861 y 2001 |
|                                                                             |
| Fuente ISTAT - elaboración gráfica a cargo de Wikipedia                     |